# Temporada 2011 de la Copa Intercontinental Le Mans
La Temporada 2011 de la Intercontinental Le Mans Cup fue la segunda y última temporada de la Intercontinental Le Mans Cup del Automobile Club de l'Ouest (ACO), un campeonato internacional de carreras de automóviles para fabricantes y equipos. La Copa contó con carreras de resistencia de la American Le Mans Series, la Le Mans Series, y un evento independiente en Zhuhai, China. Los campeonatos se llevaron a cabo para las categorías: Le Mans Prototype 1 (LMP1), Le Mans Prototype 2 (LMP2), Le Mans Grand Touring Endurance - Profesional (LMGTE Pro) y Le Mans Grand Touring Endurance - Amateur (LMGTE Am).

## Calendario
| Rnd | Carrera                      | Circuito                         | Ubicación                         | Fecha            |
| --- | ---------------------------- | -------------------------------- | --------------------------------- | ---------------- |
| 1   | 12 Horas de Sebring          | Sebring International Raceway    | Sebring, Florida, Estados Unidos  | 19 de marzo      |
| 2   | 1000 km de Spa-Francorchamps | Circuit de Spa-Francorchamps     | Spa, Bélgica                      | 7 de mayo        |
| 3   | 24 Horas de Le Mans          | Circuito de la Sarthe            | Le Mans, Francia                  | 11 y 12 de junio |
| 4   | 6 Horas de Imola             | Autodromo Enzo e Dino Ferrari    | Imola, Italia                     | 3 de julio       |
| 5   | 6 Horas de Silverstone       | Silverstone Circuit              | Silverstone, Reino Unido          | 11 de septiembre |
| 6   | Petit Le Mans                | Road Atlanta                     | Braselton, Georgia, United States | 2 de octubre     |
| 7   | 6 Horas de Zhuhai            | Circuito Internacional de Zhuhai | Zhuhai, China                     | 13 de noviembre  |

## Participantes
| Equipo                                 | Auto                                          | Motor                                                          | Neumáticos | N.º  | Pilotos                  | Rondas    |
| LMP1                                   | LMP1                                          | LMP1                                                           | LMP1       | LMP1 | LMP1                     | LMP1      |
| -------------------------------------- | --------------------------------------------- | -------------------------------------------------------------- | ---------- | ---- | ------------------------ | --------- |
| Audi Sport Team Joest                  | Audi R15 TDI plus Audi R18 TDI                | Audi TDI 5.5 L Turbo Diésel V10 Audi TDI 3.7 L Turbo Diésel V6 | M          | 1    | Timo Bernhard            | Todas     |
| Audi Sport Team Joest                  | Audi R15 TDI plus Audi R18 TDI                | Audi TDI 5.5 L Turbo Diésel V10 Audi TDI 3.7 L Turbo Diésel V6 | M          | 1    | Romain Dumas             | 1–3, 6    |
| Audi Sport Team Joest                  | Audi R15 TDI plus Audi R18 TDI                | Audi TDI 5.5 L Turbo Diésel V10 Audi TDI 3.7 L Turbo Diésel V6 | M          | 1    | Mike Rockenfeller        | 1–3       |
| Audi Sport Team Joest                  | Audi R15 TDI plus Audi R18 TDI                | Audi TDI 5.5 L Turbo Diésel V10 Audi TDI 3.7 L Turbo Diésel V6 | M          | 1    | Marcel Fässler           | 4–7       |
| Audi Sport Team Joest                  | Audi R15 TDI plus Audi R18 TDI                | Audi TDI 5.5 L Turbo Diésel V10 Audi TDI 3.7 L Turbo Diésel V6 | M          | 2    | Rinaldo Capello          | 1, 6      |
| Audi Sport Team Joest                  | Audi R15 TDI plus Audi R18 TDI                | Audi TDI 5.5 L Turbo Diésel V10 Audi TDI 3.7 L Turbo Diésel V6 | M          | 2    | Tom Kristensen           | 1, 4–7    |
| Audi Sport Team Joest                  | Audi R15 TDI plus Audi R18 TDI                | Audi TDI 5.5 L Turbo Diésel V10 Audi TDI 3.7 L Turbo Diésel V6 | M          | 2    | Allan McNish             | 1, 4–7    |
| Audi Sport Team Joest                  | Audi R15 TDI plus Audi R18 TDI                | Audi TDI 5.5 L Turbo Diésel V10 Audi TDI 3.7 L Turbo Diésel V6 | M          | 2    | André Lotterer           | 2–3       |
| Audi Sport Team Joest                  | Audi R15 TDI plus Audi R18 TDI                | Audi TDI 5.5 L Turbo Diésel V10 Audi TDI 3.7 L Turbo Diésel V6 | M          | 2    | Benoît Tréluyer          | 2–3       |
| Audi Sport Team Joest                  | Audi R15 TDI plus Audi R18 TDI                | Audi TDI 5.5 L Turbo Diésel V10 Audi TDI 3.7 L Turbo Diésel V6 | M          | 2    | Marcel Fässler           | 2–3       |
| Audi Sport North America               | Audi R18 TDI                                  | Audi TDI 3.7 L Turbo Diesel V6                                 | M          | 3    | Rinaldo Capello          | 2–3       |
| Audi Sport North America               | Audi R18 TDI                                  | Audi TDI 3.7 L Turbo Diesel V6                                 | M          | 3    | Tom Kristensen           | 2–3       |
| Audi Sport North America               | Audi R18 TDI                                  | Audi TDI 3.7 L Turbo Diesel V6                                 | M          | 3    | Allan McNish             | 2–3       |
| Hope Racing                            | Oreca 01                                      | Swiss HyTech 2.0 L Turbo I4 Hybrid                             | M          | 5    | Steve Zacchia            | 3         |
| Hope Racing                            | Oreca 01                                      | Swiss HyTech 2.0 L Turbo I4 Hybrid                             | M          | 5    | Jan Lammers              | 3         |
| Hope Racing                            | Oreca 01                                      | Swiss HyTech 2.0 L Turbo I4 Hybrid                             | M          | 5    | Casper Elgaard           | 3         |
| Peugeot Sport Total                    | Peugeot 908                                   | Peugeot HDi 3.7 L Turbo Diesel V8                              | M          | 7    | Alexander Wurz           | 1–3       |
| Peugeot Sport Total                    | Peugeot 908                                   | Peugeot HDi 3.7 L Turbo Diesel V8                              | M          | 7    | Marc Gené                | 1–3       |
| Peugeot Sport Total                    | Peugeot 908                                   | Peugeot HDi 3.7 L Turbo Diesel V8                              | M          | 7    | Anthony Davidson         | 1–4, 6–7  |
| Peugeot Sport Total                    | Peugeot 908                                   | Peugeot HDi 3.7 L Turbo Diesel V8                              | M          | 7    | Sébastien Bourdais       | 4–7       |
| Peugeot Sport Total                    | Peugeot 908                                   | Peugeot HDi 3.7 L Turbo Diesel V8                              | M          | 7    | Simon Pagenaud           | 5–6       |
| Peugeot Sport Total                    | Peugeot 908                                   | Peugeot HDi 3.7 L Turbo Diesel V8                              | M          | 8    | Franck Montagny          | Todas     |
| Peugeot Sport Total                    | Peugeot 908                                   | Peugeot HDi 3.7 L Turbo Diesel V8                              | M          | 8    | Stéphane Sarrazin        | Todas     |
| Peugeot Sport Total                    | Peugeot 908                                   | Peugeot HDi 3.7 L Turbo Diesel V8                              | M          | 8    | Pedro Lamy               | 1         |
| Peugeot Sport Total                    | Peugeot 908                                   | Peugeot HDi 3.7 L Turbo Diesel V8                              | M          | 8    | Nicolas Minassian        | 2–3       |
| Peugeot Sport Total                    | Peugeot 908                                   | Peugeot HDi 3.7 L Turbo Diesel V8                              | M          | 8    | Alexander Wurz           | 6         |
| Peugeot Sport Total Team Peugeot Total | Peugeot 908                                   | Peugeot HDi 3.7 L Turbo Diesel V8                              | M          | 9    | Sébastien Bourdais       | 2–3       |
| Peugeot Sport Total Team Peugeot Total | Peugeot 908                                   | Peugeot HDi 3.7 L Turbo Diesel V8                              | M          | 9    | Pedro Lamy               | 2–3       |
| Peugeot Sport Total Team Peugeot Total | Peugeot 908                                   | Peugeot HDi 3.7 L Turbo Diesel V8                              | M          | 9    | Simon Pagenaud           | 2–3       |
| Team Oreca-Matmut                      | Peugeot 908 HDi FAP                           | Peugeot HDi 5.5 L Turbo Diesel V12                             | M          | 10   | Nicolas Lapierre         | 1–4, 6    |
| Team Oreca-Matmut                      | Peugeot 908 HDi FAP                           | Peugeot HDi 5.5 L Turbo Diesel V12                             | M          | 10   | Loïc Duval               | 1–4       |
| Team Oreca-Matmut                      | Peugeot 908 HDi FAP                           | Peugeot HDi 5.5 L Turbo Diesel V12                             | M          | 10   | Olivier Panis            | 1, 3–4    |
| Team Oreca-Matmut                      | Peugeot 908 HDi FAP                           | Peugeot HDi 5.5 L Turbo Diesel V12                             | M          | 10   | Marc Gené                | 6         |
| Team Oreca-Matmut                      | Peugeot 908 HDi FAP                           | Peugeot HDi 5.5 L Turbo Diesel V12                             | M          | 10   | Nicolas Minassian        | 6         |
| Rebellion Racing                       | Lola B10/60                                   | Toyota RV8KLM 3.4 L V8                                         | M          | 12   | Nicolas Prost            | Todas     |
| Rebellion Racing                       | Lola B10/60                                   | Toyota RV8KLM 3.4 L V8                                         | M          | 12   | Neel Jani                | Todas     |
| Rebellion Racing                       | Lola B10/60                                   | Toyota RV8KLM 3.4 L V8                                         | M          | 12   | Jeroen Bleekemolen       | 1, 3      |
| Rebellion Racing                       | Lola B10/60                                   | Toyota RV8KLM 3.4 L V8                                         | M          | 12   | Andrea Belicchi          | 6         |
| OAK Racing                             | OAK Pescarolo 01                              | Judd DB 3.4 L V8                                               | D          | 15   | Guillaume Moreau         | Todas     |
| OAK Racing                             | OAK Pescarolo 01                              | Judd DB 3.4 L V8                                               | D          | 15   | Pierre Ragues            | Todas     |
| OAK Racing                             | OAK Pescarolo 01                              | Judd DB 3.4 L V8                                               | D          | 15   | Matthieu Lahaye          | 1–3, 5–7  |
| OAK Racing                             | OAK Pescarolo 01                              | Judd DB 3.4 L V8                                               | D          | 24   | Jacques Nicolet          | 1, 3–5, 7 |
| OAK Racing                             | OAK Pescarolo 01                              | Judd DB 3.4 L V8                                               | D          | 24   | Richard Hein             | 1, 3–4    |
| OAK Racing                             | OAK Pescarolo 01                              | Judd DB 3.4 L V8                                               | D          | 24   | Jean-François Yvon       | 1, 3, 6   |
| OAK Racing                             | OAK Pescarolo 01                              | Judd DB 3.4 L V8                                               | D          | 24   | Olivier Pla              | 5–7       |
| OAK Racing                             | OAK Pescarolo 01                              | Judd DB 3.4 L V8                                               | D          | 24   | Alexandre Prémat         | 5–7       |
| Aston Martin Racing                    | Aston Martin AMR-One Lola-Aston Martin B09/60 | Aston Martin 2.0 L Turbo I6 Aston Martin 6.0 L V12             | M          | 007  | Stefan Mücke             | 3, 6–7    |
| Aston Martin Racing                    | Aston Martin AMR-One Lola-Aston Martin B09/60 | Aston Martin 2.0 L Turbo I6 Aston Martin 6.0 L V12             | M          | 007  | Christian Klien          | 3, 5      |
| Aston Martin Racing                    | Aston Martin AMR-One Lola-Aston Martin B09/60 | Aston Martin 2.0 L Turbo I6 Aston Martin 6.0 L V12             | M          | 007  | Darren Turner            | 3         |
| Aston Martin Racing                    | Aston Martin AMR-One Lola-Aston Martin B09/60 | Aston Martin 2.0 L Turbo I6 Aston Martin 6.0 L V12             | M          | 007  | Adrián Fernández         | 5–6       |
| Aston Martin Racing                    | Aston Martin AMR-One Lola-Aston Martin B09/60 | Aston Martin 2.0 L Turbo I6 Aston Martin 6.0 L V12             | M          | 007  | Harold Primat            | 5–7       |
| Aston Martin Racing                    | Aston Martin AMR-One Lola-Aston Martin B09/60 | Aston Martin 2.0 L Turbo I6 Aston Martin 6.0 L V12             | M          | 007  | Andy Meyrick             | 7         |
| LMP2                                   |                                               |                                                                |            |      |                          |           |
| Signatech Nissan                       | Oreca 03                                      | Nissan VK45DE 4.5 L V8                                         | D          | 26   | Franck Mailleux          | Todas     |
| Signatech Nissan                       | Oreca 03                                      | Nissan VK45DE 4.5 L V8                                         | D          | 26   | Lucas Ordóñez            | Todas     |
| Signatech Nissan                       | Oreca 03                                      | Nissan VK45DE 4.5 L V8                                         | D          | 26   | Soheil Ayari             | 1–4       |
| Signatech Nissan                       | Oreca 03                                      | Nissan VK45DE 4.5 L V8                                         | D          | 26   | Jean-Karl Vernay         | 5-7       |
| Level 5 Motorsports                    | Lola B11/80                                   | HPD HR28TT 2.8 L Turbo V6                                      | M          | 33   | Scott Tucker             | 1–4, 6    |
| Level 5 Motorsports                    | Lola B11/80                                   | HPD HR28TT 2.8 L Turbo V6                                      | M          | 33   | Christophe Bouchut       | 1–4, 6    |
| Level 5 Motorsports                    | Lola B11/80                                   | HPD HR28TT 2.8 L Turbo V6                                      | M          | 33   | João Barbosa             | 1–4, 6    |
| OAK Racing                             | OAK Pescarolo 01                              | Judd-BMW HK 3.6 L V8                                           | D          | 35   | Patrice Lafargue         | Todas     |
| OAK Racing                             | OAK Pescarolo 01                              | Judd-BMW HK 3.6 L V8                                           | D          | 35   | Frédéric Da Rocha        | Todas     |
| OAK Racing                             | OAK Pescarolo 01                              | Judd-BMW HK 3.6 L V8                                           | D          | 35   | Andrea Barlesi           | 1–4       |
| OAK Racing                             | OAK Pescarolo 01                              | Judd-BMW HK 3.6 L V8                                           | D          | 35   | Jean-François Yvon       | 5         |
| OAK Racing                             | OAK Pescarolo 01                              | Judd-BMW HK 3.6 L V8                                           | D          | 35   | Jacques Nicolet          | 6         |
| LMGTE Pro                              |                                               |                                                                |            |      |                          |           |
| AF Corse                               | Ferrari F430 GTE Ferrari 458 Italia GT2       | Ferrari 4.0 L V8 Ferrari 4.5 L V8                              | M          | 51   | Giancarlo Fisichella     | Todas     |
| AF Corse                               | Ferrari F430 GTE Ferrari 458 Italia GT2       | Ferrari 4.0 L V8 Ferrari 4.5 L V8                              | M          | 51   | Gianmaria Bruni          | Todas     |
| AF Corse                               | Ferrari F430 GTE Ferrari 458 Italia GT2       | Ferrari 4.0 L V8 Ferrari 4.5 L V8                              | M          | 51   | Pierre Kaffer            | 1, 6      |
| AF Corse                               | Ferrari F430 GTE Ferrari 458 Italia GT2       | Ferrari 4.0 L V8 Ferrari 4.5 L V8                              | M          | 51   | Toni Vilander            | 3         |
| BMW Motorsport                         | BMW M3 GT2                                    | BMW 4.0 L V8                                                   | D          | 55   | Augusto Farfus           | Todas     |
| BMW Motorsport                         | BMW M3 GT2                                    | BMW 4.0 L V8                                                   | D          | 55   | Dirk Werner              | 1, 3, 6   |
| BMW Motorsport                         | BMW M3 GT2                                    | BMW 4.0 L V8                                                   | D          | 55   | Bill Auberlen            | 1, 6      |
| BMW Motorsport                         | BMW M3 GT2                                    | BMW 4.0 L V8                                                   | D          | 55   | Jörg Müller              | 2–5, 7    |
| BMW Motorsport                         | BMW M3 GT2                                    | BMW 4.0 L V8                                                   | D          | 56   | Andy Priaulx             | Todas     |
| BMW Motorsport                         | BMW M3 GT2                                    | BMW 4.0 L V8                                                   | D          | 56   | Dirk Müller              | 1, 3, 6   |
| BMW Motorsport                         | BMW M3 GT2                                    | BMW 4.0 L V8                                                   | D          | 56   | Joey Hand                | 1, 3, 6   |
| BMW Motorsport                         | BMW M3 GT2                                    | BMW 4.0 L V8                                                   | D          | 56   | Uwe Alzen                | 2, 5, 7   |
| BMW Motorsport                         | BMW M3 GT2                                    | BMW 4.0 L V8                                                   | D          | 56   | Pedro Lamy               | 4         |
| Luxury Racing                          | Ferrari 458 Italia GT2                        | Ferrari 4.5 L V8                                               | M          | 58   | François Jakubowski      | 2–6       |
| Luxury Racing                          | Ferrari 458 Italia GT2                        | Ferrari 4.5 L V8                                               | M          | 58   | Anthony Beltoise         | 2–5, 7    |
| Luxury Racing                          | Ferrari 458 Italia GT2                        | Ferrari 4.5 L V8                                               | M          | 58   | Pierre Thiriet           | 3         |
| Luxury Racing                          | Ferrari 458 Italia GT2                        | Ferrari 4.5 L V8                                               | M          | 58   | Nicolas Marroc           | 5         |
| Luxury Racing                          | Ferrari 458 Italia GT2                        | Ferrari 4.5 L V8                                               | M          | 58   | Ralph Firman             | 6-7       |
| Luxury Racing                          | Ferrari 458 Italia GT2                        | Ferrari 4.5 L V8                                               | M          | 58   | David Hallyday           | 6         |
| Luxury Racing                          | Ferrari 458 Italia GT2                        | Ferrari 4.5 L V8                                               | M          | 58   | Dominik Farnbacher       | 7         |
| Luxury Racing                          | Ferrari 458 Italia GT2                        | Ferrari 4.5 L V8                                               | M          | 59   | Stéphane Ortelli         | Todas     |
| Luxury Racing                          | Ferrari 458 Italia GT2                        | Ferrari 4.5 L V8                                               | M          | 59   | Frédéric Makowiecki      | Todas     |
| Luxury Racing                          | Ferrari 458 Italia GT2                        | Ferrari 4.5 L V8                                               | M          | 59   | Jean-Denis Délétraz      | 1–3       |
| Luxury Racing                          | Ferrari 458 Italia GT2                        | Ferrari 4.5 L V8                                               | M          | 59   | Anthony Beltoise         | 6         |
| Lotus Jetalliance                      | Lotus Evora GTE                               | Toyota (Cosworth) 4.0 L V6                                     | M          | 64   | Martin Rich              | 2–7       |
| Lotus Jetalliance                      | Lotus Evora GTE                               | Toyota (Cosworth) 4.0 L V6                                     | M          | 64   | Oskar Slingerland        | 2–4, 6-7  |
| Lotus Jetalliance                      | Lotus Evora GTE                               | Toyota (Cosworth) 4.0 L V6                                     | M          | 64   | John Hartshorne          | 3         |
| Lotus Jetalliance                      | Lotus Evora GTE                               | Toyota (Cosworth) 4.0 L V6                                     | M          | 64   | David Heinemeier Hansson | 5         |
| Lotus Jetalliance                      | Lotus Evora GTE                               | Toyota (Cosworth) 4.0 L V6                                     | M          | 64   | Lukas Lichtner-Hoyer     | 5         |
| Lotus Jetalliance                      | Lotus Evora GTE                               | Toyota (Cosworth) 4.0 L V6                                     | M          | 64   | Kasper Jensen            | 6         |
| Lotus Jetalliance                      | Lotus Evora GTE                               | Toyota (Cosworth) 4.0 L V6                                     | M          | 64   | René Rasmussen           | 7         |
| Lotus Jetalliance                      | Lotus Evora GTE                               | Toyota (Cosworth) 4.0 L V6                                     | M          | 65   | James Rossiter           | 2–7       |
| Lotus Jetalliance                      | Lotus Evora GTE                               | Toyota (Cosworth) 4.0 L V6                                     | M          | 65   | Johnny Mowlem            | 2–7       |
| Lotus Jetalliance                      | Lotus Evora GTE                               | Toyota (Cosworth) 4.0 L V6                                     | M          | 65   | Jonathan Hirschi         | 2–4       |
| Lotus Jetalliance                      | Lotus Evora GTE                               | Toyota (Cosworth) 4.0 L V6                                     | M          | 65   | Karl Wendlinger          | 5         |
| Lotus Jetalliance                      | Lotus Evora GTE                               | Toyota (Cosworth) 4.0 L V6                                     | M          | 65   | David Heinemeier Hansson | 6-7       |
| LMGTE Am                               |                                               |                                                                |            |      |                          |           |
| Larbre Compétition                     | Chevrolet Corvette C6.R                       | Chevrolet 5.5 L V8                                             | M          | 50   | Patrick Bornhauser       | Todas     |
| Larbre Compétition                     | Chevrolet Corvette C6.R                       | Chevrolet 5.5 L V8                                             | M          | 50   | Julien Canal             | Todas     |
| Larbre Compétition                     | Chevrolet Corvette C6.R                       | Chevrolet 5.5 L V8                                             | M          | 50   | Gabriele Gardel          | 1–6       |
| Larbre Compétition                     | Chevrolet Corvette C6.R                       | Chevrolet 5.5 L V8                                             | M          | 50   | Olivier Beretta          | 7         |
| Krohn Racing                           | Ferrari F430 GTE                              | Ferrari 4.0 L V8                                               | D          | 57   | Tracy Krohn              | Todas     |
| Krohn Racing                           | Ferrari F430 GTE                              | Ferrari 4.0 L V8                                               | D          | 57   | Niclas Jönsson           | Todas     |
| Krohn Racing                           | Ferrari F430 GTE                              | Ferrari 4.0 L V8                                               | D          | 57   | Michele Rugolo           | Todas     |
| Gulf AMR Middle East                   | Aston Martin V8 Vantage GT2                   | Aston Martin 4.5 L V8                                          | D          | 60   | Fabien Giroix            | Todas     |
| Gulf AMR Middle East                   | Aston Martin V8 Vantage GT2                   | Aston Martin 4.5 L V8                                          | D          | 60   | Roald Goethe             | Todas     |
| Gulf AMR Middle East                   | Aston Martin V8 Vantage GT2                   | Aston Martin 4.5 L V8                                          | D          | 60   | Michael Wainright        | 1–6       |
| AF Corse                               | Ferrari F430 GTE                              | Ferrari 4.0 L V8                                               | M          | 61   | Marco Cioci              | 2–5, 7    |
| AF Corse                               | Ferrari F430 GTE                              | Ferrari 4.0 L V8                                               | M          | 61   | Piergiuseppe Perazzini   | 2–5       |
| AF Corse                               | Ferrari F430 GTE                              | Ferrari 4.0 L V8                                               | M          | 61   | Stéphane Lémeret         | 2, 5      |
| AF Corse                               | Ferrari F430 GTE                              | Ferrari 4.0 L V8                                               | M          | 61   | Seán Paul Breslin        | 3         |
| AF Corse                               | Ferrari F430 GTE                              | Ferrari 4.0 L V8                                               | M          | 61   | Rui Águas                | 6         |
| AF Corse                               | Ferrari F430 GTE                              | Ferrari 4.0 L V8                                               | M          | 61   | Justin Bell              | 6         |
| AF Corse                               | Ferrari F430 GTE                              | Ferrari 4.0 L V8                                               | M          | 61   | Robert Kaufmann          | 6         |
| AF Corse                               | Ferrari F430 GTE                              | Ferrari 4.0 L V8                                               | M          | 61   | Philip Ma                | 7         |
| CRS Racing                             | Ferrari F430 GTE                              | Ferrari 4.0 L V8                                               | M          | 62   | Pierre Ehret             | 1–5, 7    |
| CRS Racing                             | Ferrari F430 GTE                              | Ferrari 4.0 L V8                                               | M          | 62   | Roger Wills              | 1–5, 7    |
| CRS Racing                             | Ferrari F430 GTE                              | Ferrari 4.0 L V8                                               | M          | 62   | Shaun Lynn               | 1–4       |
| CRS Racing                             | Ferrari F430 GTE                              | Ferrari 4.0 L V8                                               | M          | 62   | Tim Mullen               | 5, 7      |
| CRS Racing                             | Ferrari F430 GTE                              | Ferrari 4.0 L V8                                               | M          | 62   | Raphael Matos            | 6         |
| CRS Racing                             | Ferrari F430 GTE                              | Ferrari 4.0 L V8                                               | M          | 62   | Jaime Melo               | 6         |
| CRS Racing                             | Ferrari F430 GTE                              | Ferrari 4.0 L V8                                               | M          | 62   | Toni Vilander            | 6         |
| Proton Competition                     | Porsche 911 GT3-RSR                           | Porsche 4.0 L Flat-6                                           | M          | 63   | Christian Ried           | 1–4, 6-7  |
| Proton Competition                     | Porsche 911 GT3-RSR                           | Porsche 4.0 L Flat-6                                           | M          | 63   | Gianluca Roda            | 1, 4–5, 7 |
| Proton Competition                     | Porsche 911 GT3-RSR                           | Porsche 4.0 L Flat-6                                           | M          | 63   | Richard Lietz            | 1, 6-7    |
| Proton Competition                     | Porsche 911 GT3-RSR                           | Porsche 4.0 L Flat-6                                           | M          | 63   | Niek Hommerson           | 2         |
| Proton Competition                     | Porsche 911 GT3-RSR                           | Porsche 4.0 L Flat-6                                           | M          | 63   | Horst Felbermayr, Sr.    | 3         |
| Proton Competition                     | Porsche 911 GT3-RSR                           | Porsche 4.0 L Flat-6                                           | M          | 63   | Patrick Long             | 4–5       |
| Proton Competition                     | Porsche 911 GT3-RSR                           | Porsche 4.0 L Flat-6                                           | M          | 63   | Mark Bullitt             | 6         |

## Resultados y estadísticas

### Resultados
| 2011 ILMC individual race results | 2011 ILMC individual race results     | 2011 ILMC individual race results | 2011 ILMC individual race results                | 2011 ILMC individual race results                     | 2011 ILMC individual race results                  | 2011 ILMC individual race results                   |
| Rd.                               | Circuit                               | Circuit                           | LMP1 Winners                                     | LMP2 Winners                                          | LM GTE Pro Winners                                 | LM GTE Am Winners                                   |
| --------------------------------- | ------------------------------------- | --------------------------------- | ------------------------------------------------ | ----------------------------------------------------- | -------------------------------------------------- | --------------------------------------------------- |
| 1                                 | Bandera de Estados Unidos             | Sebring (Resultados)              | N.º 10 Team Oreca Matmut                         | N.º 26 Signatech Nissan                               | N.º 56 BMW Motorsport                              | N.º 57 Krohn Racing                                 |
| 1                                 | Bandera de Estados Unidos             | Sebring (Resultados)              | Nicolas Lapierre Loïc Duval Olivier Panis        | Franck Mailleux Soheil Ayari Lucas Ordóñez            | Dirk Müller Joey Hand Andy Priaulx                 | Tracy Krohn Niclas Jönsson Michele Rugolo           |
| 2                                 | Bandera de Bélgica                    | Spa-Francorchamps (Resultados)    | N.º 7 Peugeot Sport Total                        | N.º 26 Signatech Nissan                               | N.º 51 AF Corse                                    | N.º 61 AF Corse                                     |
| 2                                 | Bandera de Bélgica                    | Spa-Francorchamps (Resultados)    | Alexander Wurz Anthony Davidson Marc Gené        | Franck Mailleux Soheil Ayari Lucas Ordóñez            | Giancarlo Fisichella Gianmaria Bruni               | Piergiuseppe Perazzini Marco Cioci Stéphane Lémeret |
| 3                                 | Bandera de Francia                    | Le Mans (Resultados)              | N.º 2 Audi Sport Team Joest                      | N.º 26 Signatech Nissan                               | N.º 51 AF Corse                                    | N.º 50 Larbre Compétition                           |
| 3                                 | Bandera de Francia                    | Le Mans (Resultados)              | Marcel Fässler André Lotterer Benoît Tréluyer    | Franck Mailleux Soheil Ayari Lucas Ordóñez            | Giancarlo Fisichella Gianmaria Bruni Toni Vilander | Patrick Bornhauser Julien Canal Gabriele Gardel     |
| 4                                 | Bandera de Italia                     | Imola (Resultados)                | N.º 7 Peugeot Sport Total                        | N.º 26 Signatech Nissan                               | N.º 51 AF Corse                                    | N.º 50 Larbre Compétition                           |
| 4                                 | Bandera de Italia                     | Imola (Resultados)                | Sébastien Bourdais Anthony Davidson              | Franck Mailleux Soheil Ayari Lucas Ordóñez            | Giancarlo Fisichella Gianmaria Bruni               | Patrick Bornhauser Julien Canal Gabriele Gardel     |
| 5                                 | Bandera del Reino Unido               | Silverstone (Resultados)          | N.º 7 Peugeot Sport Total                        | N.º 35 OAK Racing                                     | N.º 51 AF Corse                                    | N.º 63 Proton Competition                           |
| 5                                 | Bandera del Reino Unido               | Silverstone (Resultados)          | Sébastien Bourdais Simon Pagenaud                | Frédéric Da Rocha Patrice Lafargue Jean-François Yvon | Giancarlo Fisichella Gianmaria Bruni               | Patrick Long Gianluca Roda                          |
| 6                                 | Bandera de Estados Unidos             | Road Atlanta (Resultados)         | N.º 8 Peugeot Sport Total                        | N.º 33 Level 5 Motorsports                            | N.º 51 AF Corse                                    | N.º 57 Krohn Racing                                 |
| 6                                 | Bandera de Estados Unidos             | Road Atlanta (Resultados)         | Franck Montagny Stéphane Sarrazin Alexander Wurz | Scott Tucker Christophe Bouchut João Barbosa          | Giancarlo Fisichella Gianmaria Bruni Pierre Kaffer | Tracy Krohn Niclas Jönsson Michele Rugolo           |
| 7                                 | Bandera de la República Popular China | Zhuhai (Resultados)               | N.º 7 Peugeot Sport Total                        | N.º 26 Signatech Nissan                               | N.º 55 BMW Motorsport                              | N.º 63 Proton Competition                           |
| 7                                 | Bandera de la República Popular China | Zhuhai (Resultados)               | Sébastien Bourdais Anthony Davidson              | Franck Mailleux Jean-Karl Vernay Lucas Ordóñez        | Jörg Müller Augusto Farfus                         | Christian Ried Gianluca Roda Richard Lietz          |

### Sistema de Puntuación
| Sistema de Puntuación | Puntos otorgados por posición | Puntos otorgados por posición | Puntos otorgados por posición | Puntos otorgados por posición | Puntos otorgados por posición | Puntos otorgados por posición | Puntos otorgados por posición | Puntos otorgados por posición | Puntos otorgados por posición | Puntos otorgados por posición | Puntos otorgados por posición | Puntos otorgados por posición | Puntos Bonus | Puntos Bonus |
| Sistema de Puntuación | 1.º                           | 2.º                           | 3.º                           | 4.º                           | 5.º                           | 6.º                           | 7.º                           | 8.º                           | 9.º                           | 10.º                          | 11.º                          | 12.º +                        | Pole         | Motor        |
| --------------------- | ----------------------------- | ----------------------------- | ----------------------------- | ----------------------------- | ----------------------------- | ----------------------------- | ----------------------------- | ----------------------------- | ----------------------------- | ----------------------------- | ----------------------------- | ----------------------------- | ------------ | ------------ |
| 24 Horas de Le Mans   | 30                            | 26                            | 22                            | 18                            | 16                            | 14                            | 12                            | 10                            | 8                             | 6                             | 4                             | 2                             | 1            | Ninguna      |
| Otras Carreras        | 15                            | 13                            | 11                            | 9                             | 8                             | 7                             | 6                             | 5                             | 4                             | 3                             | 2                             | 1                             | 1            | 1 o 2        |

### Copas de Constructores
| Estadísticas de los Constructores de la ILMC 2011 | Estadísticas de los Constructores de la ILMC 2011 | Estadísticas de los Constructores de la ILMC 2011 | Estadísticas de los Constructores de la ILMC 2011 | Estadísticas de los Constructores de la ILMC 2011 | Estadísticas de los Constructores de la ILMC 2011 | Estadísticas de los Constructores de la ILMC 2011 | Estadísticas de los Constructores de la ILMC 2011 | Estadísticas de los Constructores de la ILMC 2011 | Estadísticas de los Constructores de la ILMC 2011 | Estadísticas de los Constructores de la ILMC 2011 | Estadísticas de los Constructores de la ILMC 2011 | Estadísticas de los Constructores de la ILMC 2011 |
| Pos.                                              | Constructor                                       | Constructor                                       | Resultados                                        | Resultados                                        | Resultados                                        | Resultados                                        | Resultados                                        | Resultados                                        | Resultados                                        | Puntos                                            | Puntos                                            |                                                   |
| Pos.                                              | Constructor                                       | Constructor                                       | SEB                                               | SPA                                               | LMS                                               | IMO                                               | SIL                                               | ATL                                               | ZHU                                               | Mot.                                              | Total                                             |                                                   |
| LMP1                                              | LMP1                                              | LMP1                                              | LMP1                                              | LMP1                                              | LMP1                                              | LMP1                                              | LMP1                                              | LMP1                                              | LMP1                                              | LMP1                                              | LMP1                                              | LMP1                                              |
| ------------------------------------------------- | ------------------------------------------------- | ------------------------------------------------- | ------------------------------------------------- | ------------------------------------------------- | ------------------------------------------------- | ------------------------------------------------- | ------------------------------------------------- | ------------------------------------------------- | ------------------------------------------------- | ------------------------------------------------- | ------------------------------------------------- | ------------------------------------------------- |
| 1                                                 | Bandera de Francia                                | Peugeot                                           | 1                                                 | 1                                                 | 2                                                 | 1                                                 | 1                                                 | 1                                                 | 1                                                 |                                                   | 211                                               |                                                   |
| 1                                                 | Bandera de Francia                                | Peugeot                                           | 3                                                 | 2                                                 | 3                                                 | 2                                                 | 8                                                 | 2                                                 | 2                                                 |                                                   | 211                                               |                                                   |
| 2                                                 | Bandera de Alemania                               | Audi                                              | 4                                                 | 3                                                 | 1                                                 | 3                                                 | 2                                                 | Ret                                               | 3                                                 |                                                   | 119                                               |                                                   |
| 2                                                 | Bandera de Alemania                               | Audi                                              | 5                                                 | 4                                                 | Ret                                               | 4                                                 | 7                                                 | Ret                                               | Ret                                               |                                                   | 119                                               |                                                   |
| LMGTE                                             |                                                   |                                                   |                                                   |                                                   |                                                   |                                                   |                                                   |                                                   |                                                   |                                                   |                                                   |                                                   |
| 1                                                 | Bandera de Italia                                 | Ferrari                                           | 5                                                 | 1                                                 | 2                                                 | 1                                                 | 1                                                 | 1                                                 | 3                                                 | 8                                                 | 211                                               |                                                   |
| 1                                                 | Bandera de Italia                                 | Ferrari                                           | 9                                                 | 8                                                 | 11                                                | 2                                                 | 2                                                 | 7                                                 | 6                                                 | 8                                                 | 211                                               |                                                   |
| 2                                                 | Bandera de Alemania                               | BMW                                               | 1                                                 | 3                                                 | 3                                                 | 3                                                 | 4                                                 | 3                                                 | 1                                                 | 6                                                 | 152                                               |                                                   |
| 2                                                 | Bandera de Alemania                               | BMW                                               | 2                                                 | 4                                                 | Ret                                               | 13                                                | 6                                                 | 9                                                 | 2                                                 | 6                                                 | 152                                               |                                                   |
| 3                                                 | Bandera de Alemania                               | Porsche                                           | 6                                                 | 10                                                | 18                                                | 4                                                 | 3                                                 | 2                                                 | 4                                                 | 6                                                 | 114                                               |                                                   |
| 3                                                 | Bandera de Alemania                               | Porsche                                           | 12                                                |                                                   | 6                                                 | 5                                                 | 5                                                 | 5                                                 |                                                   | 6                                                 | 114                                               |                                                   |
| 4                                                 | Bandera de Estados Unidos                         | Corvette                                          | 3                                                 | 9                                                 | 1                                                 | 7                                                 | 15                                                | 4                                                 | 5                                                 | 4                                                 | 95                                                |                                                   |
| 4                                                 | Bandera de Estados Unidos                         | Corvette                                          | 4                                                 |                                                   | 7                                                 |                                                   |                                                   | 13                                                |                                                   | 4                                                 | 95                                                |                                                   |
| 5                                                 | Bandera del Reino Unido                           | Aston Martin                                      | Ret                                               | 5                                                 | Ret                                               | 10                                                | 12                                                | 16                                                | 8                                                 |                                                   | 18                                                |                                                   |
| 5                                                 | Bandera del Reino Unido                           | Aston Martin                                      |                                                   | Ret                                               | Ret                                               |                                                   | 20                                                |                                                   |                                                   |                                                   | 18                                                |                                                   |
| 6                                                 | Bandera del Reino Unido                           | Lotus                                             |                                                   | 17                                                | 5                                                 | Ret                                               | 19                                                | NC                                                | 9                                                 | 1                                                 | 15                                                |                                                   |
| 6                                                 | Bandera del Reino Unido                           | Lotus                                             |                                                   | Ret                                               | Ret                                               | Ret                                               | NC                                                | Ret                                               | NC                                                | 1                                                 | 15                                                |                                                   |

| Color     | Resultado                                                               |
| --------- | ----------------------------------------------------------------------- |
| Oro       | Ganador                                                                 |
| Plata     | 2.ª plaza                                                               |
| Bronce    | 3.ª plaza                                                               |
| Verde     | Finalizó en los puntos                                                  |
| Azul      | Finalizó sin puntos                                                     |
| Azul      | NC - No clasificado                                                     |
| Violeta   | Ret - No terminó (Carrera)                                              |
| Rojo      | DNQ - No se clasificó                                                   |
| Negro     | DSQ - Descalificado                                                     |
| Blanco    | DNS - No empezó (carrera)                                               |
| Blanco    | WD - Retirado (fin de semana)                                           |
| Blanco    | C - Carrera cancelada                                                   |
| Sin color | DNP - Inscrito pero no participó                                        |
| Sin color | INJ - Lesionado                                                         |
| Sin color | EX - Excluido                                                           |
| Estado    | Resultado                                                               |
| Negrita   | Pole position                                                           |
| Cursiva   | Vuelta rápida                                                           |
| †         | Abandona, pero clasifica al completar el porcentaje requerido para ello |

### Copas de Equipos
| Estadísticas de los Equipos de la ILMC 2011 | Estadísticas de los Equipos de la ILMC 2011 | Estadísticas de los Equipos de la ILMC 2011 | Estadísticas de los Equipos de la ILMC 2011 | Estadísticas de los Equipos de la ILMC 2011 | Estadísticas de los Equipos de la ILMC 2011 | Estadísticas de los Equipos de la ILMC 2011 | Estadísticas de los Equipos de la ILMC 2011 | Estadísticas de los Equipos de la ILMC 2011 | Estadísticas de los Equipos de la ILMC 2011 | Estadísticas de los Equipos de la ILMC 2011 | Estadísticas de los Equipos de la ILMC 2011 | Estadísticas de los Equipos de la ILMC 2011 |
| Pos.                                        | Equipo                                      | Equipo                                      | Resultados                                  | Resultados                                  | Resultados                                  | Resultados                                  | Resultados                                  | Resultados                                  | Resultados                                  | Puntos                                      |                                             |                                             |
| Pos.                                        | Equipo                                      | Equipo                                      | SEB                                         | SPA                                         | LMS                                         | IMO                                         | SIL                                         | ATL                                         | ZHU                                         | Puntos                                      |                                             |                                             |
| LMP1                                        | LMP1                                        | LMP1                                        | LMP1                                        | LMP1                                        | LMP1                                        | LMP1                                        | LMP1                                        | LMP1                                        | LMP1                                        | LMP1                                        | LMP1                                        | LMP1                                        |
| ------------------------------------------- | ------------------------------------------- | ------------------------------------------- | ------------------------------------------- | ------------------------------------------- | ------------------------------------------- | ------------------------------------------- | ------------------------------------------- | ------------------------------------------- | ------------------------------------------- | ------------------------------------------- | ------------------------------------------- | ------------------------------------------- |
| 1                                           | Bandera de Francia                          | Peugeot Sport Total                         | 3                                           | 1                                           | 3                                           | 1                                           | 1                                           | 1                                           | 1                                           | 113                                         |                                             |                                             |
| 2                                           | Bandera de Alemania                         | Audi Sport Team Joest                       | 4                                           | 4                                           | 1                                           | 3                                           | 2                                           | NC                                          | 3                                           | 85                                          |                                             |                                             |
| 3                                           | Bandera de Suiza                            | Rebellion Racing                            | 7                                           | 7                                           | 6                                           | 6                                           | Ret                                         | 5                                           | 4                                           | 50                                          |                                             |                                             |
| 4                                           | Bandera de Francia                          | Team Oreca Matmut                           | 1                                           | 10                                          | 5                                           |                                             |                                             | 2                                           |                                             | 47                                          |                                             |                                             |
| 5                                           | Bandera de Francia                          | OAK Racing                                  | Ret                                         | DNS                                         | Ret                                         | 8                                           | 3                                           | 4                                           | 5                                           | 33                                          |                                             |                                             |
| 6                                           | Bandera del Reino Unido                     | Aston Martin Racing                         |                                             |                                             | Ret                                         |                                             | 9                                           | 3                                           | 6                                           | 22                                          |                                             |                                             |
| 7                                           | Bandera de Suiza                            | Hope Racing                                 |                                             |                                             | Ret                                         |                                             |                                             |                                             |                                             | 0                                           |                                             |                                             |
| LMP2                                        |                                             |                                             |                                             |                                             |                                             |                                             |                                             |                                             |                                             |                                             |                                             |                                             |
| 1                                           | Bandera de Francia                          | Signatech Nissan                            | 2                                           | 5                                           | 2                                           | 2                                           | 7                                           | 3                                           | 1                                           | 95                                          |                                             |                                             |
| 2                                           | Bandera de Francia                          | OAK Racing                                  | 3                                           | 6                                           | 7                                           | 9                                           | 6                                           | 4                                           | 2                                           | 63                                          |                                             |                                             |
| 3                                           | Bandera de Estados Unidos                   | Level 5 Motorsports                         | 4                                           | Ret                                         | 3                                           | 3                                           |                                             | 1                                           |                                             | 57                                          |                                             |                                             |
| LMGTE PRO                                   |                                             |                                             |                                             |                                             |                                             |                                             |                                             |                                             |                                             |                                             |                                             |                                             |
| 1                                           | Bandera de Italia                           | AF Corse                                    | 5                                           | 1                                           | 2                                           | 2                                           | 1                                           | 1                                           | 5                                           | 108                                         |                                             |                                             |
| 2                                           | Bandera de Alemania                         | BMW Motorsport                              | 1                                           | 3                                           | 3                                           | 3                                           | 4                                           | 3                                           | 1                                           | 101                                         |                                             |                                             |
| 3                                           | Bandera de Francia                          | Luxury Racing                               | 9                                           | Ret                                         | Ret                                         | Ret                                         | 2                                           | 7                                           | 3                                           | 38                                          |                                             |                                             |
| 4                                           | Bandera de Austria                          | Lotus Jetalliance                           |                                             | 9                                           | 7                                           | Ret                                         | 14                                          | Ret                                         | 4                                           | 27                                          |                                             |                                             |
| LMGTE AM                                    |                                             |                                             |                                             |                                             |                                             |                                             |                                             |                                             |                                             |                                             |                                             |                                             |
| 1                                           | Bandera de Francia                          | Larbre Compétition                          | Ret                                         | 3                                           | 1                                           | 2                                           | 4                                           | 2                                           | 2                                           | 93                                          |                                             |                                             |
| 2                                           | Bandera de Estados Unidos                   | Krohn Racing                                | 1                                           | 8                                           | Ret                                         | 6                                           | 7                                           | 1                                           | 3                                           | 62                                          |                                             |                                             |
| 3                                           | Bandera de Alemania                         | Proton Competition                          | 2                                           | 4                                           | Ret                                         | DSQ                                         | 2                                           | Ret                                         | 1                                           | 52                                          |                                             |                                             |
| 4                                           | Bandera del Reino Unido                     | CRS Racing                                  | Ret                                         | 6                                           | Ret                                         | 4                                           | 3                                           | 5                                           | 4                                           | 50                                          |                                             |                                             |
| 5                                           | Bandera de Italia                           | AF Corse                                    |                                             | 2                                           | Ret                                         | 3                                           | 5                                           | 3                                           | Ret                                         | 47                                          |                                             |                                             |
| 6                                           | Bandera de Emiratos Árabes Unidos           | Gulf AMR Middle East                        | Ret                                         | Ret                                         | Ret                                         |                                             | 8                                           | 4                                           | 5                                           | 22                                          |                                             |                                             |

| Color     | Resultado                                                               |
| --------- | ----------------------------------------------------------------------- |
| Oro       | Ganador                                                                 |
| Plata     | 2.ª plaza                                                               |
| Bronce    | 3.ª plaza                                                               |
| Verde     | Finalizó en los puntos                                                  |
| Azul      | Finalizó sin puntos                                                     |
| Azul      | NC - No clasificado                                                     |
| Violeta   | Ret - No terminó (Carrera)                                              |
| Rojo      | DNQ - No se clasificó                                                   |
| Negro     | DSQ - Descalificado                                                     |
| Blanco    | DNS - No empezó (carrera)                                               |
| Blanco    | WD - Retirado (fin de semana)                                           |
| Blanco    | C - Carrera cancelada                                                   |
| Sin color | DNP - Inscrito pero no participó                                        |
| Sin color | INJ - Lesionado                                                         |
| Sin color | EX - Excluido                                                           |
| Estado    | Resultado                                                               |
| Negrita   | Pole position                                                           |
| Cursiva   | Vuelta rápida                                                           |
| †         | Abandona, pero clasifica al completar el porcentaje requerido para ello |